# مجموعات صقور فتح
مجموعات صقور فتح هي إحدى التشكيلات العسكرية التابعة لحركة فتح والتي تشكلت في الانتفاضة الأولى بعد تشكيل مجموعات الفهد الأسود وكان لها دورا نضاليا ضد قوات الاحتلال الإسرائيلي في فترة انتفاضة الأقصى عام 2000م شاركت بعملية قوية مع كتائب القسام «براكين الغضب».